# Alla Jakovleva
Alla Aleksandrovna Yakovleva (em russo:  Алла Александровна Яковлева) (também escrito como Alla Jakowlewa e Alla Yakovleva; nascida em 12 de julho de 1963) é uma ex-ciclista soviética.
Ela competiu pela União Soviética nos Jogos Olímpicos de Seul 1988 na prova de corrida em estrada e terminou em 34º lugar.